# ISSpresso

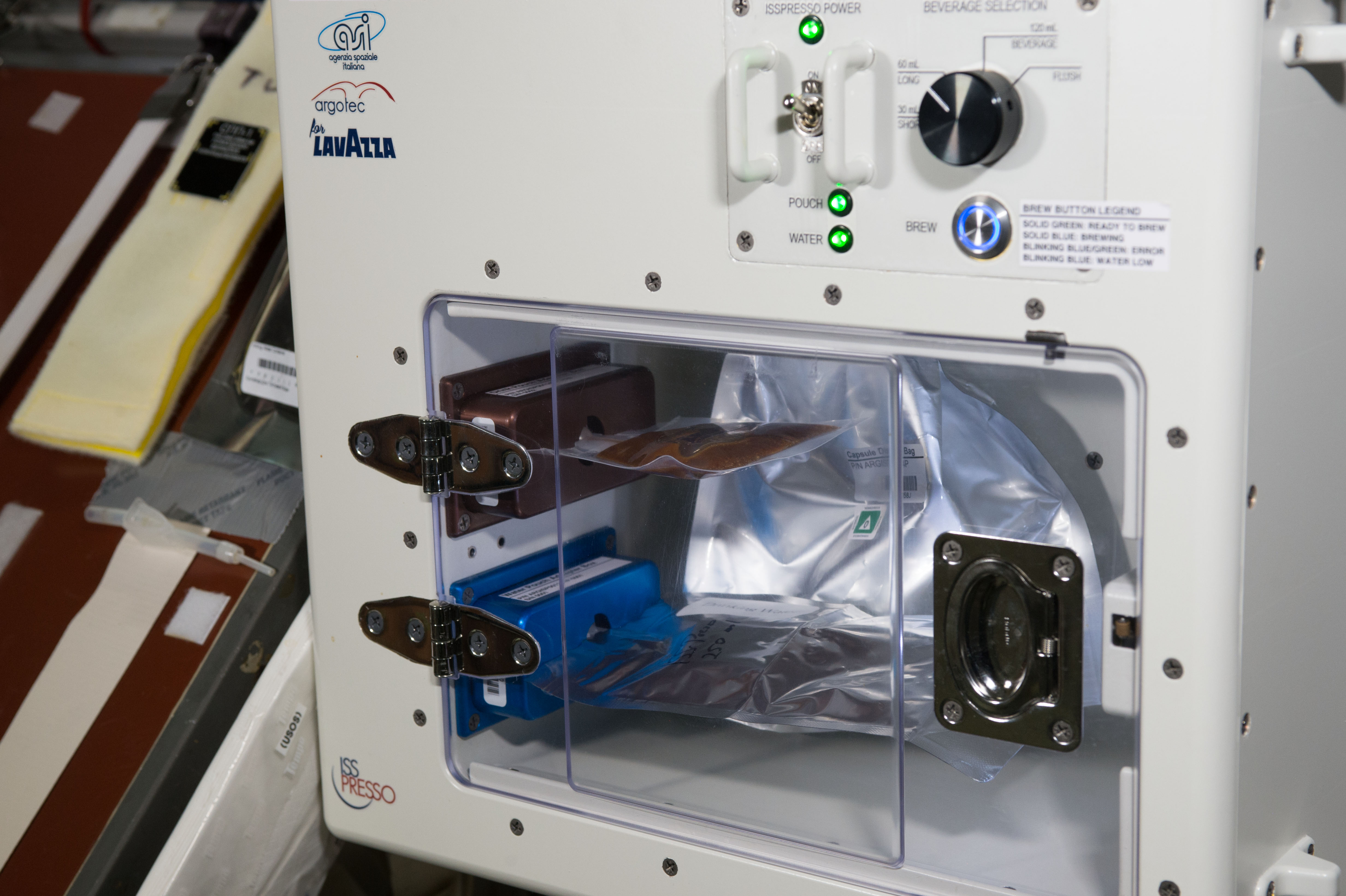
La macchina ISSpresso sulla Stazione Spaziale Internazionale

ISSpresso è la prima macchina espresso a capsule per lo spazio, realizzata per la Stazione spaziale internazionale da Argotec e Lavazza in partnership pubblico-privata con l'Agenzia Spaziale Italiana (ASI). Il primo caffè espresso nello spazio è stato bevuto dall'astronauta Samantha Cristoforetti il 3 maggio 2015. ISSpresso è uno dei nove esperimenti selezionati dall'Agenzia Spaziale Italiana per la missione Futura.

## Storia
L'idea del progetto nasce nel 2014. Ricevuta l'approvazione della NASA e con il supporto dell'ASI per un partenariato pubblico privato, viene condotto uno studio di fattibilità con realizzazione dei prototipi di alcuni sottosistemi per validare le scelte tecnologiche. Il 14 aprile 2015 il flight model di ISSpresso viene spedito con SpaceX CRS-6 sulla Stazione Spaziale Internazionale  e il 3 maggio 2015 l'astronauta Samantha Cristoforetti ha potuto sorseggiare il primo caffè espresso della storia dell'umanità in condizioni di microgravità.

## Obiettivi
ISSpresso è stata ideata per preparare caffè espresso. Prima di questo esperimento il caffè a disposizione nello spazio era solo quello solubile. Gli astronauti possono selezionare la bevanda di interesse tra le seguenti opzioni: caffè corto (30 ml), caffè lungo (60 ml), bevanda calda (tè o brodo, 120 ml). È anche previsto un ciclo di scarico (60 ml) per pulire il circuito idraulico al termine dell'erogazione. La possibilità di erogare brodo consente la reidratazione del cibo spaziale. 
ISSpresso offre inoltre la possibilità di studiare alcuni fenomeni fisici legati alla fluidodinamica in microgravità di liquidi (puri e miscele) ad alte pressioni e temperature. È stata di particolare interesse l'analisi della formazione della schiuma rispetto a quella del caffè terrestre fin dalla progettazione del sistema per ottenerla in microgravità.

## Differenze rispetto a una macchinetta per il caffè commerciale
La prima differenza sensibile riguarda le dimensioni e il peso: 43 cm x 36 cm x 42 cm e quasi 27 kg. A rendere più pesante e ingombrante ISSpresso sono principalmente la scelta dei materiali e le ridondanze introdotte per soddisfare i requisiti di sicurezza in tutte le fasi della missione. 
I condotti del circuito idraulico sono in acciaio, non in plastica, per sostenere i carichi operativi fino a 400 bar. La camera d'infusione (brewer) è stata riprogettata per minimizzare il quantitativo di acqua residua al termine dell'infusione. Ospita, inoltre, una serie di microinterruttori che prevengono la fuoriuscita di acqua calda in pressione nel caso di mancata o impropria chiusura della camera stessa. 
Il sistema di rimozione della capsula esausta in microgravità avviene per mezzo di un pistone di alluminio azionato dall'astronauta che guida la capsula in un sacchetto di smaltimento installato in prossimità della camera di infusione. Il liquido prelevato dal contenitore d'acqua viene quasi interamente utilizzato durante la preparazione. La miscela risultante è raccolta in un drink pouch (tazzina spaziale). Contrariamente alle macchine terrestri, non è necessaria la vaschetta di raccolta in quanto non ci sono sprechi di acqua.

## Funzionamento
La macchinetta ha una modalità di utilizzo simile a quelle tradizionali, così da agevolare le operazioni degli astronauti senza richiedere un addestramento specifico. Una volta verificato che il contenitore per l'acqua sia installato correttamente, l'astronauta inserisce la capsula in una fenditura sulla superficie superiore della macchinetta, chiude lo sportello e seleziona la bevanda di interesse. Posiziona quindi il drink pouch nell'apposito adattatore ed avvia il processo di erogazione del caffè. Le interfacce del contenitore per l'acqua e del drink pouch sono le stesse usate per il distributore di acqua potabile installato nella stazione orbitale in modo da facilitare l'utilizzo del sistema da parte dell'astronauta.

## Caratteristiche tecniche
Il progetto ha dovuto tenere conto della fisica dei fluidi in condizioni di microgravità e dei requisiti di sicurezza richiesti dalla NASA. La trasmissione del calore nei componenti interni ed esterni della struttura, per esempio, non può contare sulla convezione naturale. Pertanto, attraverso analisi e test, le interfacce termiche sono state progettate e verificate perché sulle superfici accessibili agli astronauti la temperatura non superi mai i 45 °C; tra le altre caratteristiche necessarie per ottenere la certificazione NASA c'è anche la capacità di sostenere i carichi derivanti dall'eventuale depressurizzazione del modulo della ISS e tornare successivamente alle condizioni atmosferiche standard senza causare danni ad altri sistemi di bordo. La struttura esterna ed interna della macchina è stata inoltre studiata per sostenere i carichi trasmessi dal vettore SpaceX CRS-6.

## Prototipi e modelli
Lo sviluppo di ISSpresso è passato per quattro modelli principali nell'arco di 18 mesi, integrando man mano le funzionalità previste. 
Il primo modello, chiamato 2-D, rappresenta un prototipo dei sistemi idraulico e pneumatico. Sono state utilizzate una pompa e una camera di infusione commerciali. L'intento degli ingegneri è stato quello di dimostrare il principio di funzionamento prima di proseguire nella progettazione degli altri componenti.
Il secondo modello, detto Elegance Model, è stato sviluppato per testare le funzionalità meccaniche della macchina: molti dei componenti meccanici corrispondono a quelli utilizzati per l'unità di volo. L'Elegance Model presenta lo stesso sistema di pressurizzazione e la stessa struttura esterna utilizzati nel modello di volo. La camera di infusione utilizzata era una versione preliminare, così come il sistema elettronico e i sistemi di sicurezza.
Il terzo modello di ISSpresso è il cosiddetto Ground Model, il "modello di terra", funzionalmente identico al modello di volo, ma privo di due valvole di depressurizzazione, necessarie per garantire la sicurezza del sistema in pressione nella sola unità di volo. È su questo modello che si è svolta la campagna di prove estensive per l'abilitazione al lancio.
Il modello Protoflight, cioè di volo, è la versione finale che incorpora tutte le migliori soluzioni tecniche implementate nei modelli precedenti. Il modello di volo è stato sottoposto ai processi di qualifica ed è stato certificato dalla NASA per l'utilizzo a bordo della Stazione Spaziale Internazionale.